# Sociálně demokratická strana Švýcarska
Sociálně demokratická strana Švýcarska nebo Socialistická strana Švýcarska (německy: Sozialdemokratische Partei der Schweiz, francouzsky: Parti socialiste suisse) je švýcarská politická strana sociálnědemokratické orientace. Strana byla založena 21. října 1888 a je tak nejstarší stále existující stranou ve Švýcarsku. Od roku 1960 má dva zástupce ve Federální radě, tedy vládě (ve Švýcarském politickém systému všechny hlavní strany jdou automaticky do vlády, funguje jakási trvalá velká koalice bez klasické opozice). Je obvykle považována za jedinou levicovou stranu ve Federální radě. Dlouhodobě patří k nejsilnějším švýcarským stranám, ve volbách roku 2019 získala druhý největší počet hlasů (vítězem voleb byla nepřetržitě v letech 1928–1979, od té doby se jí to podařilo jen v roce 1995, od roku 2003 se jí ovšem nedaří překročit dvacetiprocentní hranici, dříve pro ni běžnou). Je nejvíce proevropskou švýcarskou stranou, která usiluje o členství Švýcarska v Evropské unii a v minulosti prosazovala i vstup do Organizace spojených národů (i tato věc byla ve Švýcarsku, vzhledem k jeho tradici neutrality, předmětem značné diskuse a politického boje). V roce 2015 měla okolo 30 tisíc členů. Zajímavostí je, že v němčině má strana jiný název než ve francouzštině, v němčině je užito adjektivum sociálnědemokratická, kdežto ve francouzštině socialistická, což odpovídá různým názvům protějšků strany v Německu a Francii. Z jejího programu nikdy nebyl odstraněn požadavek na "překonání kapitalismu". Strana je členem Progresivní aliance a přidruženým členem Strany evropských socialistů.